# پارک کی وونگ
پارک کی وونگ (کره‌ای: 박기웅؛ زادهٔ ۱۳ فوریه ۱۹۸۵) بازیگر اهل کره جنوبی است. او به خاطر ایفای نقش در مجموعه‌های تلویزیونی ماسک عروس (۲۰۱۲)، بازگشت (۲۰۱۸) و گو هه ریونگ مورخ تازه‌کار (۲۰۱۹) شناخته می‌شود.

## فیلم‌شناسی

### مجموعه تلویزیونی
| سال  | عنوان                             | نقش                      | توضیحات                | منابع |
| ---- | --------------------------------- | ------------------------ | ---------------------- | ----- |
| ۲۰۰۵ | پلیس چوسان                        | چوی جونگ گیل             |                        |       |
| ۲۰۰۷ | انکور تی‌وی لیترچر – کاستلا        | کیم سونگ ایل             |                        |       |
| ۲۰۰۸ | دراما سیتی – عشق شکار سی منهای سه | جو هی مین                |                        |       |
| ۲۰۰۸ | شب به شب                          | هو گیون                  |                        |       |
| ۲۰۰۸ | داستان شوالیه سئول                | کیم دونگ هه              |                        |       |
| ۲۰۰۸ | ازدواج عاشقانه                    | این کیونگ هوان           |                        |       |
| ۲۰۰۹ | تیرکمان                           | آن کیونگ ته              |                        |       |
| ۲۰۰۹ | لی پیونگ کانگ شکست‌ناپذیر          | جو سون این               |                        |       |
| ۲۰۱۰ | شکارچیان برده                     | آن شخص                   |                        |       |
| ۲۰۱۰ | دراما سیتی – ترسناک، شبح و من     | کانگ دو سوب              |                        |       |
| ۲۰۱۰ | ماهی تنگ بلور                     | هان کانگ مین             |                        |       |
| ۲۰۱۱ | موزیکال                           | یو جین                   |                        |       |
| ۲۰۱۱ | منم گلم                           | دوست‌پسر سابق چا بونگ سون | حضور افتخاری           |       |
| ۲۰۱۱ | پیانیسیمو                         |                          |                        |       |
| ۲۰۱۲ | ماسک عروس                         | کیمورا شونجی             |                        |       |
| ۲۰۱۲ | فول هاوس تیک تو                   | وون کانگ هی              |                        | [ ۱ ] |
| ۲۰۱۳ | آقای دکتر                         | پارک وونگ کی             | حضور افتخاری (قسمت ۲۰) | [ ۲ ] |
| ۲۰۱۳ | دراما فستیوال – فرار خوکی         | لی هو یون                |                        | [ ۳ ] |
| ۲۰۱۶ | هیولا                             | دو گون وو                |                        |       |
| ۲۰۱۸ | بازگشت                            | کانگ این هو              |                        |       |
| ۲۰۱۹ | گو هه ریونگ مورخ تازه‌کار          | ولیعهد / شاه یی جین      |                        |       |
| ۲۰۲۰ | کارآموز تازه‌کار                   | نامگونگ جون سو           |                        |       |
| ۲۰۲۱ | احساس پادشاه                      | خواجه‌ای از دودمان مینگ   | حضور افتخاری (قسمت ۷)  | [ ۴ ] |
| ۲۰۲۳ | پاندورا: زیر بهشت                 | جانگ دو جین              |                        | [ ۵ ] |

### مجموعه اینترنتی
| سال  | عنوان           | نقش           | منابع       |
| ---- | --------------- | ------------- | ----------- |
| ۲۰۲۱ | You Raise Me Up | دو جی هیوک    | [ ۶ ]       |
| ۲۰۲۳ | به سوی زمان تو  | چوی میونگ ایل | [ ۷ ]       |
| ۲۰۲۳ | شوهرم الهه عشقه | سو جه هی      | [ ۸ ] [ ۹ ] |